# Filips II van Pommeren
Filips II (Neuenkamp, 29 juli 1573 – Stettin, 3 februari 1618) was een Pommerse hertog uit de Greifendynastie. Hij regeerde van 1606 tot zijn dood in 1618 als hertog van Pommeren-Stettin.

## Biografie
Filips was de oudste zoon van hertog Bogislaw XIII en Clara van Brunswijk-Lüneburg. Hij groeide op in Neuenkamp en Barth, dat door zijn vader bestuurd werd. Filips kreeg een goede opvoeding en hij toonde al op jonge leeftijd interesse in kunst en wetenschap. Hij had op twaalfjarige leeftijd al een verzameling boeken en prenten opgebouwd. Op zijn zeventiende schreef hij zijn eerste wetenschappelijke verhandeling. Zoals gebruikelijk was onder de hoge adel reisde hij toen hij ouder was geworden tijdens een grand tour langs verschillende vorstenhoven. In 1598 keerde hij uit Italië terug naar Pommeren, omdat zijn moeder ernstig ziek geworden was.
In 1603 volgde Filips' vader zijn broer Barnim X op als hertog van Pommeren-Stettin. Hij vond zichzelf echter te oud om zelf de regering over te nemen en benoemde Filips II tot zijn stadhouder. Toen zijn vader in 1606 overleed volgde Filips hem officieel op als hertog van Stettin. Filips liet zich in de Rijkspolitiek vooral leidden door het Keurvorstendom Saksen. Saksen was het belangrijkste lid van de Opper-Saksische Kreits, waar ook Pommeren deel van uitmaakte. In 1616 vaardige Filips een verordening uit, waarin de juridische status van de boerenbevolking volgens Romeins recht beschreven werd. De overgrote meerderheid van de boeren waren al horigen of lijfeigenen, en dit werd door de verordening officieel vastgelegd.
Als hertog breidde Filips zijn kunstverzameling steeds verder uit. Hij bezat een uitgebreide collectie schilderijen, gaf de opdracht voor het zogenoemde Visierungsbuch met daarin portretten van een aantal Pommerse hertogen en liet de geleerde Eilhard Lubin uit Rostock de eerste landkaart van het Hertogdom Pommeren tekenen: de grote Lubinsche Karte. Het hoogtepunt van zijn collectie was de Pommerse Kunstkast, die hij bestelde bij de Augsburgse patriciër Philipp Hainhofer. Filips liet de westelijke vleugel van het kasteel van Stettin speciaal verbouwen om zijn collectie te huisvesten. De werkzaamheden werden pas onder zijn opvolger afgerond.
Filips was melancholisch en had een zwakke gezondheid. Vanwege jicht trok hij zich steeds vaker uit het openbare leven terug. Hij was nog wel persoonlijk aanwezig bij de bruiloft van zijn broer Frans in Dresden in 1610 en in 1613 reisde Filips nog naar Regensburg waar hij tijdens de rijksdag door keizer Matthias met het hertogdom Pommeren beleend werd. Filips stierf vijf jaar later, op vierenveertigjarige leeftijd. Zijn lichaam werd bijgezet in de slotkerk van Stettin. Hij werd als hertog van Stettin opgevolgd door zijn broer Frans.

## Huwelijk
Filips trouwde op 10 maart 1607 met Sophia van Sleeswijk-Holstein-Sonderburg, een dochter van hertog Johan van Sleeswijk-Holstein-Sonderburg. Hun huwelijk bleef kinderloos.